# Yannick Hanfmann
Yannick Hanfmann (n. 13 noiembrie 1991, Karlsruhe, Germania) este un jucător profesionist german de tenis. Cea mai bună clasare din cariera sa în clasamentul ATP la simplu este locul 45 mondial, în iulie 2023, iar la dublu, locul 111 mondial, în aprilie 2024. Este cunoscut pentru serviciile sale puternice și pentru loviturile de fond de teren. Hanfmann a jucat tenis în facultate la University of Southern California.
Are deficiențe de auz, de când s-a născut.